# استان خونین
استان خونین (به اسپانیایی: Provincia de Junín) یک استان در پرو است که در منطقه خونین واقع شده‌است. استان خونین ۲٬۳۶۰٫۰۷ کیلومتر مربع مساحت و ۲۳٬۱۳۳ نفر جمعیت دارد.